# جاناتان سیمونز
جاناتان سیمونز (انگلیسی: Jonathon Simmons؛ زادهٔ ۱۴ سپتامبر ۱۹۸۹) یک بازیکن بسکتبال اهل ایالات متحده آمریکا است.
از باشگاه‌هایی که در آن بازی کرده‌است می‌توان به آستین توروس و سن آنتونیو اسپرز اشاره کرد.